# Spesmilo

Símbolo del spesmilo.

El spesmilo (en plural spesmiloj) fue una moneda internacional, propuesta en 1907 por René de Saussure que fue usada hasta la Primera Guerra Mundial por unos pocos bancos británicos y suizos, principalmente por el Ĉekbanko esperantista.
La unidad básica, el speso (del italiano spesa o del alemán Spesen), fue diseñada intencionadamente pequeña para evitar el uso de fracciones.
El spesmilo, que en esperanto significa mil spesoj, valía 0,733 gramos (0 oz) de oro puro, que en la época equivalía aproximadamente a medio dólar estadounidense, dos chelines británicos, un rublo ruso, o 2½ francos suizos. 
El 19 de enero de 2014, esta cantidad de oro equivalía aproximadamente a 33 dólares estadounidenses, 22 libras esterlinas, 2137 rublos rusos, y 29 francos suizos.

## Símbolo
El símbolo del spesmilo, llamado Spesmilsigno en esperanto, es un monograma formado por una "S" mayúscula cuya terminación inferior continua en forma de "m" minúscula. El símbolo también puede ser escrito como dos letras separadas Sm. Este símbolo fue incorporado a la lista de caracteres de Unicode en su versión 5.2 con el código: U+20B7.

## Anécdotas
- Existe una versión en esperanto del juego de mesa Monopoly que usa billetes denominados en spesmiloj.[9]